# Kastamonu (district)
Kastamonu is een Turks district in de provincie Kastamonu en telt 125.787 inwoners (2011). Het district heeft een oppervlakte van 1834,0 km². Hoofdplaats is Kastamonu.
De bevolkingsontwikkeling van het district is weergegeven in onderstaande tabel.
| 1997   | 2000    | 2007    | 2011    |
| ------ | ------- | ------- | ------- |
| 95.715 | 102.059 | 115.332 | 125.787 |